# Bathycolpodes biflorata
Bathycolpodes biflorata là một loài bướm đêm trong họ Geometridae.